# Put (band)
Put is een Kroatische band uit Rijeka. 
In 1993 wonnen ze de Kroatische voorronde Dora, en mochten ze zo als eerste Kroatië vertegenwoordigen op het Eurovisiesongfestival met het lied Don't ever cry. Hoewel in dat jaar elk land nog in zijn eigen taal moest zingen, zaten er behoorlijk wat Engelse woorden in het refrein. Het lied sloot af met de zin Don't ever cry, my Croatian sky.
1993: Put · 
1994: Tony Cetinski · 
1995: Magazin & Lidija · 
1996: Maja Blagdan · 
1997: ENI · 
1998: Danijela · 
1999: Doris Dragović · 
2000: Goran Karan · 
2001: Vanna · 
2002: Vesna Pisarović · 
2003: Claudia Beni · 
2004: Ivan Mikulić · 
2005: Boris Novković · 
2006: Severina · 
2007: Dragonfly feat. Dado Topić · 
2008: Kraljevi Ulice & 75 Cents · 
2009: Igor Cukrov feat. Andrea Šušnjara · 
2010: Feminnem · 
2011: Daria Kinzer · 
2012: Nina Badrić · 
2013: Klapa s Mora · 
2016: Nina Kraljić · 
2017: Jacques Houdek · 
2018: Franka Batelić · 
2019: Roko · 
2021: Albina Grčić · 
2022: Mia Dimšić · 
2023: Let 3 · 
2024: Baby Lasagna · 
2025: Marko Bošnjak